# Asphalt 3D
Asphalt 3D ist ein Rennspiel aus der Asphalt-Reihe, das von Gameloft für den Nintendo 3DS entwickelt und im März 2011 von Ubisoft in Europa, Nordamerika und Australien und in Japan von Konami als Asphalt 3D: Nitro Racing veröffentlicht wurde. Das Spiel war einer der Launchtitel der Handheld-Konsole.

## Spielprinzip
Asphalt 3D ist ein Rennspiel, bei dem der Spieler ein Auto manövrieren muss, um auf verschiedenen Rennstrecken gegen computergesteuerte Fahrer zu gewinnen. Wird das Auto von anderen Fahrzeugen gerammt oder fährt zu schnell gegen bestimmte Objekte, erhält es Kratzer und Dellen. Diese Schäden können durch das Einsammeln von Power-ups, die auf der Rennstrecke gefunden werden können, regeneriert werden. Spieler erhalten Belohnungen wie Spielwährung und XP-Punkte für das Gewinnen von Rennen. Sammelt der Spieler genügend XP-Punkte, steigt sein Level. Durch das Erreichen eines höheren Levels können weitere Autos gegen Spielwährung gekauft werden. Das Spiel enthält insgesamt 17 verschiedene Strecken, die allesamt von bekannten Orten aus der Realität inspiriert wurden. Laut einem Entwickler-Interview beträgt die Spielzeit zum Abschließen des Karrieremodus etwa 18 Stunden.
Das Spiel macht außerdem Gebrauch vom Gyrosensor des Nintendo 3DS, was es Spielern erlaubt, Autos optional auch durch Neigen des Systems zu steuern. Außerdem unterstützt das Spiel StreetPass, wodurch Geistdaten und Rennstatistiken mit anderen Spielern ausgetauscht werden können. Des Weiteren erhält man verschiedene Belohnungen je nachdem, wie vielen Spielern man via StreetPass begegnet ist.

## Entwicklung
Asphalt 3D wurde während der Electronic Entertainment Expo im Jahr 2010 erstmals der Öffentlichkeit vorgestellt. Es wurde von Ubisoft als eines von acht Launchtiteln für den Nintendo 3DS gelistet.

## Fahrzeuge
Asphalt 3D enthält 42 Fahrzeuge, von denen zu Beginn drei verfügbar sind. Die Entwickler wollten in das Spiel laut einem Interview "[...] the newest, fastest and most expensive 2011 [car] models, including the most expensive car in the world, the Bugatti Veyron[,]" ([...] die neuesten, schnellsten und teuersten [Auto-]Modelle aus 2011, einschließlich das teuerste Auto der Welt, den Bugatti Veyron[,]") ins Spiel einbringen. Die folgende Liste listet alle Fahrzeuge im Spiel alphabetisch auf:
- Abarth 500 (von Anfang an verfügbar)
- Aston Martin DBS Volante
- Aston Martin One-77
- Aston Martin V12 Vantage
- Audi R8
- Audi RS5
- Audi S5
- Audi TTRS
- Bentley Continental GT
- Bentley Continental Supersports
- Bentley Speed 8
- BMW M3 GTS (E92)
- BMW M6 (E63)
- BMW Z4 (E89)
- Bugatti Veyron
- Can-Am Spyder
- Citroën Survolt
- Ducati 1198
- Ducati Hypermotard
- Ferrari 430 Scuderia
- Ferrari 458 Italia
- Ferrari 599 GTO
- Ferrari California
- Ford Shelby GT500
- KTM 1190 RC8 R
- KTM X-Bow
- Lamborghini Estoque
- Lamborghini Gallardo LP570-4 Superleggera
- Lamborghini Murcielago LP670-4 SV
- Maserati Granturismo S
- McLaren MP4-12C
- Mercedes-Benz C63 AMG
- Mercedes-Benz Classe C DTM
- Mercedes-Benz SLR Stirling Moss
- Mini Cooper S (von Anfang an verfügbar)
- Nissan 370Z
- Nissan GT-R (von Anfang an verfügbar)
- Pagani Zonda Cinque
- Ruf 3400K
- Ruf CTR3
- Ruf Rt 12
- Tesla Roadster

## Rezeption
Asphalt 3D wurde größtenteils negativ bis mäßig bewertet. Insbesondere die schlechte technische Umsetzung wurde bemängelt.
Das deutschsprachige Onlinemagazin 4Players bewertete das Spiel mit 62 von 100 möglichen Punkten und vergab die Marke „Befriedigend“. Auf der Bewertungswebsite Metacritic hält das Spiel – basierend auf 37 Bewertungen – einen Metascore von 43 von 100 möglichen Punkten. Nintendo World Report bewertete das Spiel mit 2 von 10 Punkten. Nintendo Life bewertete das Spiel mit 5 von 10 Punkten, was der Marke „Durchschnittlich“ entspricht. Das Magazin urteilte, dass das Spiel hauptsächlich kleinere Fehler hat, die sich jedoch häufen.